# Spennymoor
Spennymoor este un oraș în comitatul County Durham, regiunea North East, Anglia. Orașul se află în districtul Sedgefield a cărui reședință este.